# Comaropsis radicans
Comaropsis radicans là loài thực vật có hoa trong họ Hoa hồng. Loài này được (Cav.) Ser. mô tả khoa học đầu tiên năm 1825.